# فرودگاه تجاری پیترزبورگ
فرودگاه تجاری پیترزبورگ (به انگلیسی: Peterborough Business Airport) یک فرودگاه خصوصی با کد یاتا XHV است که یک باند فرود آسفالت دارد و طول باند آن ۹۸۷ متر است. این فرودگاه در کشور انگلستان قرار دارد و در ارتفاع ۸ متری از سطح دریا واقع شده است.